# Блідчанська сільська рада
| Блідчанська сільська рада — орган місцевого самоврядування у Іванківському районі Київської області з адміністративним центром у с. Блідча. Водоймища на території, підпорядкованій даній раді: річка Тетерів. Сільській раді підпорядковані населені пункти: - с. Блідча - с. Коленці - с. Коленцівське - с. Леонівка |

## Склад ради
Рада складається з 16 депутатів та голови.

### Керівний склад ради
| ПІБ                         | Основні відомості                                                               | Дата обрання | Дата звільнення |
| --------------------------- | ------------------------------------------------------------------------------- | ------------ | --------------- |
| Кириленко Віктор Васильович | Сільський голова, 1948 року народження, освіта, безпартійний                    | 26.03.2006   | 31.10.2010      |
| Кириленко Віктор Васильович | Сільський голова, 1948 року народження, освіта середня спеціальна, безпартійний | 31.10.2010   |                 |

Примітка: таблиця складена за даними джерела